# Marcus Meibom
Marcus Meibom (født 1626 i Tønning, død 1711 i Utrecht) var en lærd polyhistor.
Som ung studerede han ved universitetet i Leiden medicin, matematik og gamle sprog. Hans navn er knyttet til et vigtigt musikhistorisk kildeskrift, en samling af den antikke oldtids skrifter om musik, hvilke han udgav med græsk og latinsk tekst: Antiquæ musicæ auctores septem (Amsterdam 1652). Sit lærde værk tilegnede han dronning Kristina af Sverige og udnævntes derefter til underbibliotekar i Stockholm. Ved det svenske hof foranstaltede han en opførelse — som det synes, rigtignok temmelig mislykket — af græsk musik. 1653 kom han tilbage til Danmark, blev samme år overbibliotekar ved det nyoprettede store kongelige bibliotek. hvor han forestod opbygningen af det nye bibliotek. Han forlod stillingen i 1663. 1655 var han medlem af det Tyske Kancelli i København.. På Frederik III's bekostning udgav han her en i den lærde verden temmelig omstridt Dialogus de proportionibus (1655). Senere blev han 1664 ansat som direktør ved Øresundstolden i Helsingør, men måtte 1668 tage sin afsked på grund af klager over hans umedgørlige optræden som fiskal embedsmand. Efter denne tid levede han i Holland i små kår, stærkt optaget af forskellige tekniske og litterære materier, uden dog at vinde frem med dem.